# Први бели терор
Бели терор је период политичког насиља у Француској успедио након пада Максимилијана Робеспјера (28. јул 1794.) и краха јакобинске диктатуре. Део је Француске револуције.

## Историја
Период Француске револуције који је уследио након пада Максимилијана Робеспјера са власти назива се термидорски период. Карактерише га владавина тзв. „поштених људи“, односно крупне буржоазије која је настојала из политичког живота уклонити ситне буржује, занатлије, трговце, једном речју санкилоте, који су им у претходном периоду наметнули своју вољу. Неки од вођа Термидораца су Паул Барас, Жан-Ламберт Талијен, Жозеф Фуше и др. Комитет јавног спаса ослобођен је Робеспјероваца. Револуционарни терор је напуштен. Конвент је донео одлуку (29. јула) да ће се челници четвртине владиних одбора бирати на сваких месец дана. Из Комитета јавне безбедности такође су избачени Робеспјеровци. Распуштен је Револуционарни суд. Биљо-Варен и Колот су оптужени да су учествовали у тиранији, иако су се супротстављали Робеспјеру, те су приморани да напусте Комитет јавног спаса. Монтања у Конвенту потпуно губи свој утицај. Међутим, припадници Плејна нису намеравали да укину, већ да чврсто бране Републику. Жестоко су устали против емиграната и контрареволуционара. Након пада Робеспјера поново су превласт успоставили „умерени“, као и 1791. године. Поред „умерених“, постојале су још две политичке струје: неоебертисти (окупљају се у Изборном клубу и представљају тежње народа) и јакобинци (присталице старог поретка). Неоебертисте је подржавао и новинар Бабеф који ће се убрзо истаћи у историји Револуције.
Јакобински полет долази месеца фруктидора када су посмртни остаци Жан Пола Маре пренети у Пантеон. У борби против јакобинаца, монархиста, конституционалиста и неоебертоваца, односно свих противника новог друштвеног поретка, умерени су имали два средства за акцију: штампу и банду златне младежи. Групе младића организовао је учесник термидорске реакције, пребег Фрерон (познати су као Фреронова златна младеж). Регрутовани су међу буржоаском омладином, препознавали су се по перчинима и четвртастом оковратнику на свом оделу, наоружавали се кратким тољагама и окупљали се уз повике „Доле јакобинци“ Живео Конвент“. Младићи су изазивали тучњаве крајем фруктидора нападајући јакобинце и друге угледне људе. У Комитету јавног спаса заузимају прво место. 
Прекретница термидорског периода је у бримеру III године Републике. Јакобински клуб је забрањен. Изборни клуб неоебертоваца престао је одржавати седнице. Крај јакобинаца може се објаснити тиме што нису имали подршку народа у последњим седмицама свог постојања. Након тучњаве коју је организовао Фрерон, владини одбори доносе одлуку којом затварају јакобински клуб. Конвент је одлуку потврдио следећег дана. Убрзо након јакобинског, нестао је и Изборни клуб. Антитероризам и десанкилотизација вршени током зиме 1794-1795. године, познати су као бели терор. Бели терор погодио је све присталице некадашње власти. Марсељеза је проскрибована, а јакобинци су присиљавани да певају „Устанак народа против терориста“. Санкилоти протестују па су тучњаве све чешће. Маратове слике поскидане су из Конвента и Пантеона. Многи бивши тероритсти су похапшени. 
Мода је збацила санкилотску одећу. Млади буржуји истичу се екстравагантним начином облачења. Свуда су приређивани јавни балови. На балове жртава могли су доћи само они који су некога изгубили на стратишту. Речи „господин“ и „госпођа“ замењују „грађанина“ и „грађанку“. Верски култ је ипак остао приватна ствар, мада се поново отварају некадашње католичке цркве. И даље је било строго забрањено звоњење црквених звона, ношење свештеничке одеће и пружање милостиње. Вандејски устаници су амнестирани. 
Центар снажне санкилотске опозиције био је у предграђу Сент Антоан. Оно је ојачано јакобинцима који у санкилотску опозицију улазе након распуштања њиховог клуба. Грах Бабеф је жалио што је током јакобинске диктатуре ударао по Робеспјеровом режиму. Он позива санкилотски народ на устанак против термидораца у свом листу. Бабеф и јакобинци су се измирили и захтевали примену устава из 1793. године. Бабеф је ухапшен, а његов лист је забрањен. Припадници Монтање организују народни отпор. Све је више сукоба између очајних санкилота и златне младежи. Комитети су разделили 100 пушака поверљивим грађанима за борбу против устаника. Током жерминала бесне борбе између термидораца и санкилота. Конвент уводи опсадно стање, па је ред брзо успостављен. Левица је десеткована. До озбиљнијег устанка дошло је и 21. маја 1795. године када су устаници из Сент Антоана опколили Конвент и изнели своје захтеве, али су дозволили да буду насамарени лажним „братимљењем“ док је власт прикупљала одреде коњаника и златне младежи. Устанак је угушен истог дана. На смрт је осуђено 36 људи. Неколико официра, челника устанка, извршило је самоубиство ножем при изласку из суднице. Преживели су касније дотучени гиљотином. То су тзв. преријалски мученици. Ухапшено је још 1200 људи. 